# 普列奧布拉任西克
48°18′2″N 35°58′21″E / 48.30056°N 35.97250°E
普列奧布拉任西克（烏克蘭語：Преображенське），是烏克蘭的村落，位於該國中部第聶伯羅彼得羅夫斯克州，由瓦西利基夫卡區負責管轄，處於沃夫恰河畔，距離瓦西利基夫卡7公里，2001年人口96。